# Philodryas amaru
Espèce
Philodryas amaru  est une espèce de serpents de la famille des Dipsadidae.

## Répartition
Cette espèce est endémique de la province d'Azuay en Équateur.

## Description
Le mâle holotype mesure 622 mm de longueur totale dont 206 mm pour la queue. Les trois spécimens observés lors de la description originale mesurent entre 622 mm dont 206 mm pour la queue et 913 mm dont 250 mm pour la queue.

## Étymologie
Le nom spécifique amaru vient du Kichwa amaru, le serpent, et représente souvent une divinité qui est la première mère de la culture Cañari, culture qui était présente à Cuenca, la localité type.

## Publication originale
- Zaher, Arredondo, Valencia, Arbeláez, Rodrigues & Altamirano-Benavides, 2014 : A new Andean species of Philodryas (Dipsadidae, Xenodontinae) from Ecuador. Zootaxa, no 3785 (3), p. 469–480.